# Gilmoreice
Gilmoreice (eng. Gilmore Girls), američka je humoristična drama koja se emitirala sedam sezona u razdoblju od 2000. do 2007. godine. Autorica serije je Amy Sherman-Palladino, a glavne uloge igraju Lauren Graham i Alexis Bledel.
Priča se fokusira na odnos između trideset-i-nešto godišnje majke Lorelai Victorije Gilmore (Lauren Graham) i njezine kćeri tinejdžerice Lorelai "Rory" Leigh Gilmore (Alexis Bledel), koje žive u imaginarnom gradiću Stars Hollowu u Connecticutu.
Serija je osvojila više televizijskih nagrada uključujući Emmy, a bila je nominirana i za Zlatni globus.

## Vanjske poveznice
- Gilmoreice na IMDb-u (engl.)
- Neslužbene stranice (engl.)
- Gilmoreice na tv.com  Arhivirana inačica izvorne stranice od 24. studenoga 2010. (Wayback Machine) (engl.)